# Кедровий (Красноярський край)
Кедро́вий (раніше Красноярськ-66) (рос. Кедровый) — селище міського типу в Красноярському краї Росії.
В рамках державного устрою утворює самостійне муніципальне утворення селище Кедровий зі статусом міського округу як єдиний населений пункт в його складі.

## Географія
Розташований за 50 км від Красноярська, на північ від селища Пам'яті 13 Борців Ємельяновського району.

## Історія
Створювався як військове містечко для дислокації 36 гвардійської Віденської Червонопрапорної ракетної дивізії, нині знятої з бойового чергування.
До 2007 року мав статус ЗАТО.
Відповідно до указу президента Росії, підписаним 3 серпня 2006 року, селище Кедровий був позбавлений статусу ЗАТО з 1 січня 2007 року .

## Населення
Населення - 5247 осіб.